# LearningApps
LearningApps ist eine kostenlose, webbasierte Autorensoftware und Plattform zur Unterstützung von Lern- und Lehrprozessen mit kleinen interaktiven, multimedialen Lernbausteinen, den sogenannten Apps. An Formaten stehen beispielsweise Multiple Choice, Zuordnungsübungen oder Lückentexttest zur Verfügung. Lernbausteine können auch von den Nutzenden online selbst erstellt oder verändert werden.
Lernbausteine können über einen Weblink oder QR-Code mit den Lernenden geteilt oder direkt über HTML-Code in eine Lernplattform, Wiki oder Blog einbettet werden.
2015 wurde der nicht gewinnorientierte Verein LearningApps – interaktive Lernbausteine mit Sitz in Olten, Schweiz, gegründet. Vereinszweck ist es, den Betrieb und die Weiterentwicklung der gleichnamigen Austauschplattform dauerhaft nichtkommerziell sicherzustellen.

## Vorlagen für Lernbausteine

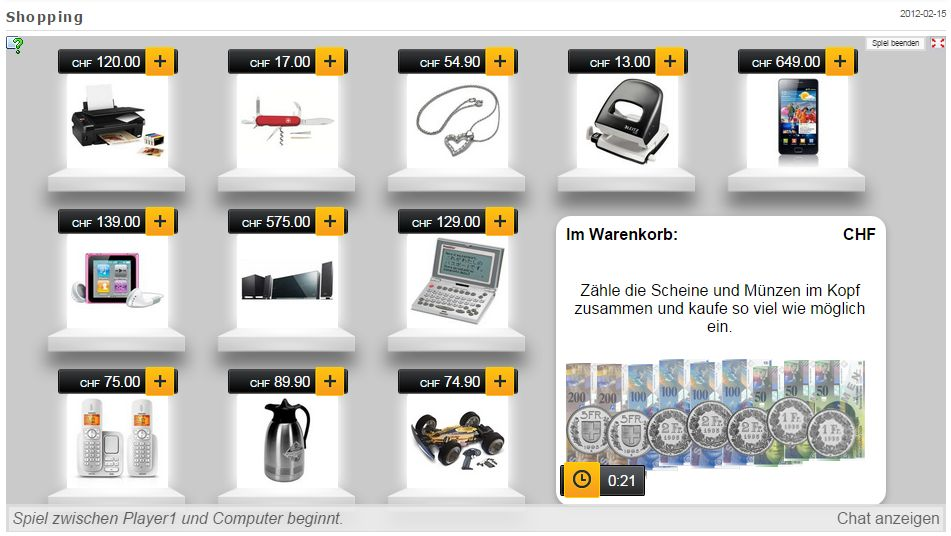
Mehrpersonenspiel Virtueller Einkauf

Das Autorenwerkzeug bietet inzwischen über zwanzig Vorlagen für Lernbausteine, eine Reihe kollaborativer Werkzeuge und ein Framework für Entwickler zur Gestaltung von Lernspielen an. Die Aufgabentypen der Vorlagen lassen sich in sechs Gruppen einteilen:
- Auswahlaufgaben (Multiple Choice, Lückentext, Markieren im Text, Wer wird Millionär)
- Zuordnungsaufgaben (Paare zuordnen, Zuordnung auf Bildern, Zuordnung auf Landkarte, Gruppenzuordnung usw.)
- Sequenzaufgaben (Sequenz bzw. Ordnung, Zahlenstrahl)
- Schreibaufgaben (Lückentext mit Eingabe, Quiz mit Eingabe, Kreuzworträtsel, Hangman, Tabelle ausfüllen)
- Mehrspieleraufgaben (Order Challenge, Schätzen, Wo liegt was?, Mehrspieler-Quiz)
- Werkzeuge (App Matrix, Audio/Video mit Einblendung, Chat, Gemeinsames Schreiben, Kalender, Mindmap, Notizbuch, Pinnwand).

Mit dem Autorenwerkzeug lassen sich Aufgaben gamifizieren und als Mehrpersonenspiele im Netz gestalten.

## Beispiel eines multimedialen Lernbausteins

Interaktiver, multimedialer Lernbaustein

Das Autorenwerkzeug erlaubt die Nutzung und Mischung verschiedener Multimedia-Formate. Im Fremdsprachenunterricht sind Comprehension Exercises möglich. Ein Beispiel: Die Lernenden müssen kurzen Radio- und Fernseh-Sequenzen über Berufsbilder Tagclouds zuordnen, welche stichwortartig diese Berufe beschreiben. Die Schwierigkeit besteht darin, sich zunächst die Gesprächssequenzen anzuhören, sich die Inhalte der Gespräche zu vergegenwärtigen und anschließend die inhaltlich passenden Tagclouds zu identifizieren. Im Unterschied zu Zuordnungsaufgaben mit Bildern und Texten stellt dieses Aufgabenformat höhere kognitive Anforderungen an die Lernenden.

## Geschichte
LearningApps entstand 2009–2012 im Rahmen eines Forschungs- und Entwicklungsprojektes der Pädagogischen Hochschule Bern (Michael Hielscher, Werner Hartmann), in Kooperation mit der Johannes Gutenberg-Universität Mainz (Franz Rothlauf) und der Hochschule Zittau/Görlitz (Christian Wagenknecht). Die Projektidee und technische Realisierung geht zurück auf die Plattform ProgrammingWiki (Christian Wagenknecht, Michael Hielscher) und die Prototypen Questix und Matchix von Autorenwerkzeugen für Matching Learning Environments (Markus Sauter, Ruedi Arnold, Werner Hartmann). 2014 wurde LearningApps vom Verein Studio im Netz e.V., München, mit dem Preis „Pädi 2014“ in der Kategorie „Sonderpreis“ ausgezeichnet.